# Зак, Евгений Савельевич
Евгений Савельевич (Эугениуш) Зак (Eugeniusz Żak; 15 декабря 1884, Минская губерния — 15 января 1926, Париж) — французский и польский художник, представитель Парижской школы.

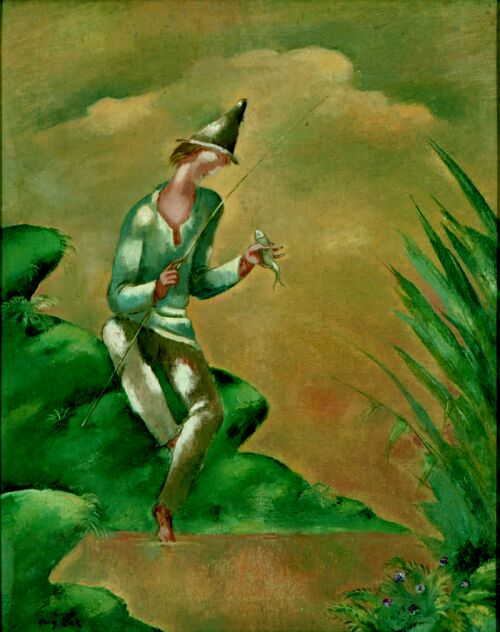
Рыбак

## Биография
Родился в еврейской семье, в местечке Могильно Минской губернии, ныне Узденского района Минской области. Школу окончил в Варшаве. С 1901 года во Франции, Мюнхене и Италии, в 1904 году вернулся в Париж.
Участник Осеннего салона (с 1904 года), Салона независимых, выставок Национального Общества изящных искусств. В 1906-08 гг. совершил поездку в Бретань. Участник Общества польских художников во Франции. В 1910 году его работа приобретена для Люксембургского музея. В 1911 году персональная выставка в галерее Druet. С 1912 года профессор Académie La Palette. В 1913 году женится на художнице Ядвиге Кон, которая впоследствии станет управляющей Galerie Zak.
Выставлялся в галереях Парижа, Нью-Йорке, Кёльне и Лондоне. В связи с начавшейся Первой мировой войной, вместе с друзьями-художниками Ильёй Эренбургом и Романом Крамштыком, был вынужден переехать в Лозанну. Позже жил на юге Франции.
В 1916 году приезжает в Польшу, на родину его жены, в г. Ченстохова. Посещает Варшаву, его считают одним из основоположников движения художников «Ритм» стиля Ар-деко (Варшава, 1922). В 1922 году он уезжает в Германию, где работает с журналом Kunst und Dekoration, в котором публикует статьи о современных художниках. В 1923 году Зак возвращается в  Париж, где вновь встречается с Зигмундом Менкесом и Марком Шагалом и открывает собственную художественную галерею Gallerie Zak. Растущая известность и финансовый успех художника были прерваны его внезапной кончиной от сердечного приступа в возрасте 41 года. Незадолго до смерти Заку предложили возглавить факультет живописи Академии изящных искусств в германском Кёльне.
Его творчество находилось под влиянием символизма, считается представителем неоклассицизма.
Некоторые рисунки Зака хранятся в Корпоративной коллекции Белгазпромбанка в Минске.